# Novaki Lipnički
Novaki Lipnički – wieś w Chorwacji, w żupanii karlowackiej, w gminie Ribnik. W 2011 roku liczyła 16 mieszkańców.